# Museo Mercedes-Benz
Il Museo Mercedes-Benz, chiamato Mercedes-Benz Museum, è un museo automobilistico situato a Stoccarda, in Germania. Il museo ospita una mostra sulla storia del marchio Mercedes e dei marchi ad esso associati, contenente soprattutto le vetture più significative.

## Descrizione
L'attuale edificio, che si trova direttamente fuori dal cancello principale della fabbrica Daimler di Stoccarda, è stato progettato da UNStudio.
L'edificio è stato completato e inaugurato il 19 maggio 2006.
L'altezza dell'edificio e l'interno a sono stati progettati per massimizzare lo spazio, fornendo 16 500 metri quadrati di spazio espositivo su tre piani con un ingombro di soli 4 800 metri quadrati.
Il museo contiene più di 160 veicoli, alcuni risalenti ai primissimi albori del motore a scoppio. I veicoli sono gestiti dal Mercedes-Benz Classic Center di Fellbach. In precedenza, il museo era ospitato in un edificio allestito all'interno della fabbrica.